# Zé Rodrix
Zé Rodrix, eigenlijk José Rodrigues Trindade (Rio de Janeiro, 25 november 1947 - São Paulo, 22 mei 2009) was een Braziliaans zanger, acteur, instrumentalist en componist.
Rodrix was de zoon van een orkestleider en studeerde harmonie en contrapunt aan het conservatorium en aan de "Nationale Muziekschool". Vanaf 1966 begon hij te spelen en te zingen bij verschillende muziekensembles. Hij werkte onder meer samen met Milton Nascimento, Gal Costa en Elis Regina. Rodrix' eerste plaatopname dateert van 1968 en werd door vele andere gevolgd. In 2004 schreef hij de muziek ter gelegenheid van de 450ste verjaardag van de stad São Paulo. Hij speelde ook mee in een aantal films en is de vader van actrice Mayana Blum. Rodrix was vrijmetselaar en schreef een aantal boeken over vrijmetselarij.

## Discografie
- 1968: Momento Quatro - met Momento Quatro (Philips)
- 1970: Som Imaginário - met Som Imaginário (Odeon)
- 1971: Passado, Presente & Futuro - met Sá, Rodrix & Guarabyra (Odeon)
- 1973: Terra - met Sá, Rodrix & Guarabyra (Odeon)
- 1973: I Acto (Odeon)
- 1974: Quem Sabe Sabe Quem Não Sabe Não Precisa Saber (Odeon)
- 1976: Soy Latino Americano (EMI-Odeon)
- 1976: O Esquadrão da Morte - Trilha Sonora do Filme (RCA Victor)
- 1977: Quando Será? (EMI-Odeon)
- 1979: Hora Extra (EMI-Odeon)
- 1979: Sempre Livre (RCA Victor)
- 1983: Saqueando a Cidade - met Joelho de Porco (Lira Paulistana/Continental)
- 1988: 18 Anos Sem Sucesso - met Joelho de Porco (Eldorado)
- 2001: Outra Vez na Estrada - Ao Vivo - met Sá, Rodrix & Guarabyra (Som Livre)
- 2009: Amanhã - met Sá, Rodrix & Guarabyra (Som Livre)